# Peter Erben
Peter Erben er en dansk valgeksperter, der særligt har arbejdet med konfliktramte lande og udviklingslande.
Han har gennem årene primært arbejdet for Udenrigsministeriet og med internationale organisationer som EU, OSCE International Foundation for Electoral Systems (IFES) og FN. Peter Erben er en af ganske få internationale eksperter, der igennem tiderne er blevet engageret til at lede nationale valg for andre nationer.[kilde mangler]

## Karriere
Fra 1992 til 1995 var Peter Erben chef for en række kontorer i brændpunkterne på Balkan i EUs stræben efter at observere, rapportere og forhandle i forbindelse med de mange konflikter der udfoldede sig i denne region i starten af halvfemserne.
I 1996 begyndte Peter Erben at arbejde for OSCE i det krigshærgede Bosnien-Herzegovina. I denne periode deltog han i ledelsen af de første fire valg, og endte som stabschef for hele OSCE-missionen. Med denne erfaring startede Peter Erben sin videre karriere med fokus på ledelse og afholdelse af valg. Han blev en af de få internationale eksperter som FN og individuelle nationer i dag betror ledelse af deres valg.
I 2000 var han souschef ved afholdelsen af de første valg efter konflikten i Kosovo på vegne af OSCE and FN, og han blev valgchef for Kosovo for det efterfølgende valg i 2001.
I 2005 udnævnte FN og den nyvalgte Præsident Hamid Karzai Peter Erben som valgchef for afholdelsen af Afghanistans første historiske parlamentsvalg. Både i Kosovo og i Afghanistan var Peter Erben som valgchef medlem af valgkommissionerne. Peter Erben ledede også de afghanske valg for afghanske flygtninge i Pakistan og Iran i 2004, samt den verdensomspændende operation i forbindelse med de irakiske valg i 2005 for irakiske flygtninge i 14 lande, blandt andet Australien, Danmark, Frankrig, USA, Syrien og de Forenede Arabiske Emirater. Disse valgoperationer beskæftigede tilsammen mere end 250.000 ansatte med tilknyttede budgetter på mere end halvanden milliard kroner.
Når Peter Erben ikke er engageret i ledelsen af et bestemt valg, bruger han sin erfaring til at støtte andre stater i at opbygge eller styrke deres nationale valginstitutioner og demokrati. Han har blandt andet ageret som ledende rådgiver for valgkommissioner og udviklingsprojekter i Palæstina, Nepal Pakistan, Indonesien og Ukraine.
Indimellem ovenstående længerevarende opgaver har Peter Erben gennem årene ledet et utal af kortere valg-missioner overalt i verden til for eksempel Libanon, Filippinerne, Irak, Bangladesh, Myanmar, Georgien og Libyen.
I dag er Peter Erben også Senior Global Electoral Adviser ansvarlig for at støtte alle IFES projekter globalt og repræsentere IFES internationalt. 

## Hædersbevisninger
Den 17. november 2008 blev Peter Erben slået til Ridder af Dannebrog af Dronning Margrethe II, som anerkendelse for hans indsats i at fremme demokrati i verdens sværeste egne.
Den 29. november 2005 modtog Peter Erben ”Ghazi Mir Bacha Khan Superior State” medaljen som anerkendelse for hans ledelse af de afghanske valg i 2005. Denne orden er den højeste anerkendelse Afghanistan giver en person af ikke-afghansk herkomst. Den blev overdraget til Peter Erben af Faderen af den Afghanske Nation, og tidligere konge, Mohammed Zahir Shah i hans palads i Kabul.